# Ocalenie w ostatniej chwili
Ocalenie w ostatniej chwili – spopularyzowana przez Davida W. Griffitha filmowa technika narracyjna, wykorzystująca montaż równoległy dla możliwie emocjonującego przedstawienia sytuacji, w której postać filmowa jest w ostatniej chwili ocalana przed zagrożeniem. Zabieg ten polega na przeplataniu ujęć przedstawiających zagrożonego bohatera/bohaterkę z ujęciami osób, niosących jemu/jej pomoc i docierających na czas w ostatniej chwili. Przedstawianie naprzemiennie dwóch serii ujęć powoduje opóźnienie akcji i tym samym zwiększa napięcie.
Np. w filmie Griffitha Lonely Villa (1909) zmontowano ze sobą trzy serie ujęć – pierwsza z nich przedstawia zamknięte w domu matkę i dzieci, druga – włamujących się do domu bandytów, a trzecia – pędzącego na ratunek rodzinie ojca.